# Laages Boghandel
Laages Boghandel (tidligere M. Vogelius og C.A. Jepsen) var en boghandel i Frederikshavn, oprindeligt etableret af Michael Vogelius i 1853 i forbindelse med grundlæggelsen af Frederikshavns Avis. 
Boghandlen havde adresse på Danmarksgade 17 i Frederikshavn. 

## Tidslinje
- 1853 – Boghandlen etableres af Michael Vogelius (1826 – 1910) under navnet M. Vogelius.
- 1. maj 1872 – Boghandlen overtages af Carl Andreas Jepsen (f. 1847) og skifter navn til C.A. Jepsen.
- 1. april 1913 – Boghandlen overtages af Sigurd Alfred Laage (1888 – 1964) og skifter navn til Laages Boghandel.
- 1. april 1940 – Boghandlen overtages af Sigurd Alfred Laages ekskone, Ellen Laage (1887 – 1974), med deres fælles søn Hans Otto Laage (1915 – 2001) som bestyrer.
- 1. januar 1944 – Boghandlen omdannes til interessentskab (I/S) med mor og søn som 50/50-ejere.
- 1957 – Boghandlen overtages helt af sønnen Hans Otto Laage.
- 1. november 1971 – Boghandlen lukkes.